# Break It Off
"Break It Off" là bài hát thu âm bởi nữ ca sĩ người Barbados Rihanna hợp tác với ca sĩ Sean Paul. Bài hát được phát hành dưới dạng đĩa đơn thứ tư và cũng là cuối cùng từ album phòng thu thứ hai của cô ấy, A Girl Like Me (2006). Bài hát đã đạt đến vị trí thứ 9 trên bảng xếp hạng Billboard Hot 100.

## Xếp hạng
| Bảng xếp hạng(2006)          | Vị trí cao nhất |
| ---------------------------- | --------------- |
| Hoa Kỳ Billboard Hot 100     | 95              |
| Hoa Kỳ Pop Songs (Billboard) | 16              |

| Bảng xếp hạng (2007)         | Vị trí cao nhất |
| ---------------------------- | --------------- |
| Bỉ (Ultratip 50 Flanders)    | 10              |
| Hoa Kỳ Billboard Hot 100     | 9               |
| Hoa Kỳ Pop Songs (Billboard) | 6               |